# Каст (гладиатор)
Вижте пояснителната страница за други личности с името Каст.
Каст (на латински: Castus; † 71 пр.н.е.) е келтски гладиатор, вероятно от школата на Лентул Батиат в Капуа.
Каст заедно със Спартак, Крикс, Еномай и Ганик се споменават като водачи на най-голямото робско въстание в Римската република. През 71 пр.н.е. Каст, Ганик и командваните от тях около 12 000 души (според Ливий 35 000) са избити в битка близо до Региум в Южна Италия от легионите на Марк Лициний Крас.
Плутарх казва, че това е „най-храбрата“ битка, която Крас води през тази кампания, като вероятно има предвид ожесточената съпротива на келтските и германски бойци под командването на Каст и Ганик. Плутарх съобщава, че робите не се опитвали да избягат от бойното поле, а смело посрещнали римските легиони. След битката Крас възвръща пленени от робите по-рано – пет римски орли и 26 щандарта.